# 2340 Hathor
2340 Hathor là một tiểu hành tinh that was được phát hiện ngày 22 tháng 10 năm 1976 bởi C.T. Kowal ở Palomar.